# Lancer du javelot féminin aux Jeux olympiques d'été de 1960
Navigation
Melbourne 1956 Tokyo 1964
L'épreuve du lancer du javelot féminin aux Jeux olympiques de 1960 s'est déroulée le 1er septembre 1960 au Stade olympique de Rome, en Italie.  Elle est remportée par la Soviétique Elvīra Ozoliņa.

## Résultats

### Finale
| Rang               | Athlète             | Pays                       | Marque | Essais | Essais | Essais | Essais | Essais | Essais | Notes |
| Rang               | Athlète             | Pays                       | Marque | 1      | 2      | 3      | 4      | 5      | 6      | Notes |
| ------------------ | ------------------- | -------------------------- | ------ | ------ | ------ | ------ | ------ | ------ | ------ | ----- |
| Médaille d'or      | Elvīra Ozoliņa      | Union soviétique           | 55.98  | 55.98  | x      | 51.54  | 54.80  | x      | x      | OR    |
| Médaille d'argent  | Dana Zátopková      | Tchécoslovaquie            | 53.78  | 49.84  | 50.36  | 53.78  | 51.02  | 46.13  | 50.70  |       |
| Médaille de bronze | Birutė Kalėdienė    | Union soviétique           | 53.45  | 50.17  | 49.81  | 53.45  | 50.87  | 49.58  | x      |       |
| 4                  | Vlasta Pešková      | Tchécoslovaquie            | 52.56  | 50.94  | x      | 51.28  | 52.56  | 49.00  | 48.82  |       |
| 5                  | Urszula Figwer      | Pologne                    | 52.33  | 52.33  | x      | 47.92  | 50.16  | 46.53  | -      |       |
| 6                  | Anna Wojtaszek      | Australie                  | 51.15  | 51.15  | 47.04  | x      | 42.76  | 47.35  | x      |       |
| 7                  | Sue Platt           | Grande-Bretagne            | 51.01  | 51.01  | 50.84  | x      |        |        |        |       |
| 8                  | Alevtina Shastitko  | Union soviétique           | 50.92  | 47.43  | 50.83  | 50.92  |        |        |        |       |
| 9                  | Márta Rudasné Antal | Hongrie                    | 50.25  | 50.25  | 48.41  | 49.66  |        |        |        |       |
| 10                 | Maria Diţi          | Roumanie                   | 49.56  | 49.56  | 47.49  | 48.83  |        |        |        |       |
| 11                 | Anneliese Gerhards  | Équipe unifiée d’Allemagne | 49.27  | 47.76  | 49.27  | x      |        |        |        |       |
| 12                 | Marlene Ahrens      | Chili                      | 47.53  | 46.39  | 47.53  | 45.34  |        |        |        |       |
| 13                 | Karen Anderson      | États-Unis                 | 46.52  | 44.39  | 46.52  | 44.24  |        |        |        |       |